# Triaenodes melacus
Triaenodes melacus là một loài Trichoptera trong họ Leptoceridae. Chúng phân bố ở miền Tân bắc.